# Grorud
Grorud est un quartier (bydel) de la ville d’Oslo en Norvège.

## Sport
Le club de Grorud IL est basé à Grorud.

## Galerie

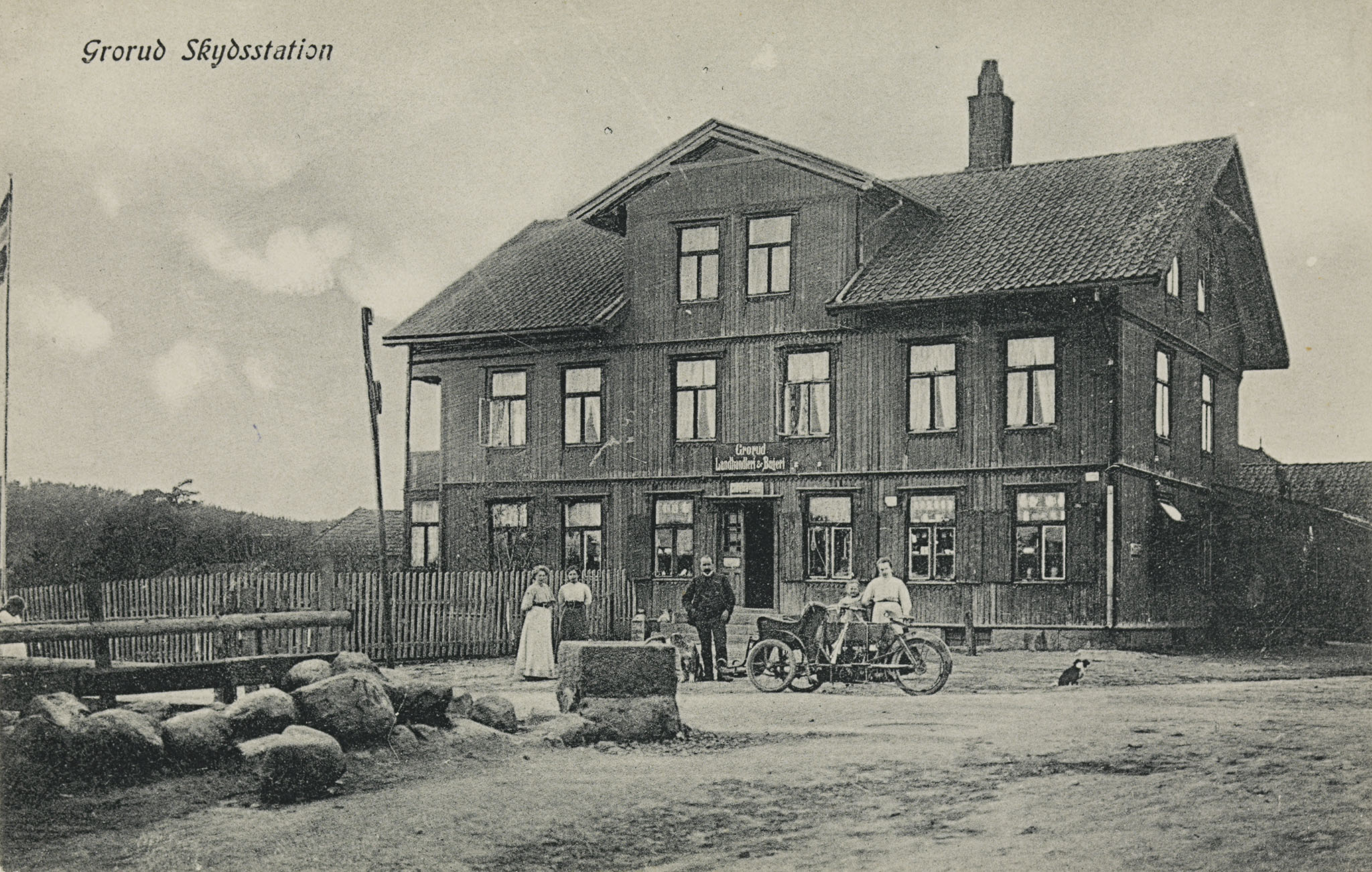
Grorud Skydsstation